# کمیته المپیک ژاپن
کمیته المپیک ژاپن (انگلیسی: Japanese Olympic Committee) یک سازمان ورزشی است که نماینده کشور ژاپن در کمیته بین‌المللی المپیک می‌باشد.
این سازمان که در سال ۱۹۱۱ تاسیس شده مسئول آماده‌سازی و اعزام ورزشکاران به بازی‌های المپیک، بازی‌های المپیک جوانان و بازی‌های آسیایی است. 